# Carige duplicaria
Carige duplicaria är en fjärilsart som beskrevs av Walker 1863. Carige duplicaria ingår i släktet Carige och familjen mätare. Inga underarter finns listade i Catalogue of Life.